# Calathea sellowii
Calathea sellowii är en strimbladsväxtart som beskrevs av Friedrich August Körnicke. Calathea sellowii ingår i släktet Calathea och familjen strimbladsväxter. Inga underarter finns listade.